# Свип-генератор
Свип-генератор (от англ. sweep — размах, непрестанное движение), генератор частотно-модулированных колебаний. В радиотехнике колебания называются качающейся частотой, потому что частота сигнала постоянно изменяется относительно среднего значения. Свип-сигналом также называют управляющий сигнал вибрационного источника в сейсморазведке.